# 6.ª etapa do Tour de France de 2020
A 6.ª etapa do Tour de France de 2020 decorreu a 3 de setembro de 2020 entre Le Teil e Mont Aigoual sobre um percurso de 191 km e foi vencida pelo cazaque Alexey Lutsenko da equipa Astana. O britânico Adam Yates manteve a liderança.

## Classificação da etapa
| \| Classificação por etapas \| Classificação por etapas \| Classificação por etapas \| Classificação por etapas \| Classificação por etapas \| \| Ciclista \| Ciclista \| Equipe \| Tempo \| \| \| ------------------------ \| ------------------------ \| ------------------------ \| ------------------------ \| ------------------------ \| \| 1. \| Alexey Lutsenko \| Astana \| 4h32m34s \| \| \| 2. \| Jesús Herrada \| Cofidis \| + 55s \| \| \| 3. \| Greg Van Avermaet \| CCC Team \| + 2m15s \| \| \| 4. \| Neilson Powless \| EF Pro Cycling \| + 2m17s \| \| \| 5. \| Julian Alaphilippe \| Deceuninck-Quick Step \| + 2m52s \| \| \| 6. \| Bauke Mollema \| Trek-Segafredo \| + 2m53s \| \| \| 7. \| Michał Kwiatkowski \| Ineos Grenadiers \| + 2m53s \| \| \| 8. \| Egan Bernal \| Ineos Grenadiers \| + 2m53s \| \| \| 9. \| Richard Carapaz \| Ineos Grenadiers \| + 2m53s \| \| \| 10. \| Adam Yates \| Mitchelton-Scott \| + 2m53s \| \| |                    |                       |          |
| |                    |                       |          |
| Fonte: ProCyclingStats |                    |                       |          |
| Classificação por etapas |                    |                       |          |
| Ciclista | Ciclista           | Equipe                | Tempo    |
| 1. | Alexey Lutsenko    | Astana                | 4h32m34s |
| 2. | Jesús Herrada      | Cofidis               | + 55s    |
| 3. | Greg Van Avermaet  | CCC Team              | + 2m15s  |
| 4. | Neilson Powless    | EF Pro Cycling        | + 2m17s  |
| 5. | Julian Alaphilippe | Deceuninck-Quick Step | + 2m52s  |
| 6. | Bauke Mollema      | Trek-Segafredo        | + 2m53s  |
| 7. | Michał Kwiatkowski | Ineos Grenadiers      | + 2m53s  |
| 8. | Egan Bernal        | Ineos Grenadiers      | + 2m53s  |
| 9. | Richard Carapaz    | Ineos Grenadiers      | + 2m53s  |
| 10. | Adam Yates         | Mitchelton-Scott      | + 2m53s  |

## Classificações ao final da etapa

### Classificação geral(Maillot Jaune)
| \| Classificação geral \| Classificação geral \| Classificação geral \| Classificação geral \| Classificação geral \| \| Ciclista \| Ciclista \| Equipe \| Tempo \| \| \| ------------------- \| ------------------- \| ------------------- \| ------------------- \| ------------------- \| \| 1. \| Adam Yates \| Mitchelton-Scott \| 27h03m57s \| \| \| 2. \| Primož Roglič \| Jumbo-Visma \| + 3s \| \| \| 3. \| Tadej Pogačar \| UAE Team Emirates \| + 7s \| \| \| 4. \| Guillaume Martin \| Cofidis \| + 9s \| \| \| 5. \| Egan Bernal \| Ineos Grenadiers \| + 13s \| \| \| 6. \| Tom Dumoulin \| Jumbo-Visma \| + 13s \| \| \| 7. \| Esteban Chaves \| Mitchelton-Scott \| + 13s \| \| \| 8. \| Nairo Quintana \| Arkéa-Samsic \| + 13s \| \| \| 9. \| Romain Bardet \| AG2R La Mondiale \| + 13s \| \| \| 10. \| Miguel Ángel López \| Astana \| + 13s \| \| |                    |                   |           |
| |                    |                   |           |
| Fonte: ProCyclingStats |                    |                   |           |
| Classificação geral |                    |                   |           |
| Ciclista | Ciclista           | Equipe            | Tempo     |
| 1. | Adam Yates         | Mitchelton-Scott  | 27h03m57s |
| 2. | Primož Roglič      | Jumbo-Visma       | + 3s      |
| 3. | Tadej Pogačar      | UAE Team Emirates | + 7s      |
| 4. | Guillaume Martin   | Cofidis           | + 9s      |
| 5. | Egan Bernal        | Ineos Grenadiers  | + 13s     |
| 6. | Tom Dumoulin       | Jumbo-Visma       | + 13s     |
| 7. | Esteban Chaves     | Mitchelton-Scott  | + 13s     |
| 8. | Nairo Quintana     | Arkéa-Samsic      | + 13s     |
| 9. | Romain Bardet      | AG2R La Mondiale  | + 13s     |
| 10. | Miguel Ángel López | Astana            | + 13s     |

### Classificação por pontos(Maillot Vert)
| Classificação por pontos | Classificação por pontos | Classificação por pontos         | Classificação por pontos | Classificação por pontos |
| Ciclista                 | Ciclista                 | Equipe                           | Pontos                   |                          |
| ------------------------ | ------------------------ | -------------------------------- | ------------------------ | ------------------------ |
| 1.                       | Sam Bennett              | Deceuninck-Quick Step            | 129 pts                  |                          |
| 2.                       | Peter Sagan              | Bora-Hansgrohe                   | 117 pts                  |                          |
| 3.                       | Alexander Kristoff       | UAE Team Emirates                | 93 pts                   |                          |
| 4.                       | Caleb Ewan               | Lotto-Soudal                     | 75 pts                   |                          |
| 5.                       | Matteo Trentin           | CCC Team                         | 71 pts                   |                          |
| 6.                       | Bryan Coquard            | B&B Hotels-Vital Concept p/b KTM | 70 pts                   |                          |
| 7.                       | Julian Alaphilippe       | Deceuninck-Quick Step            | 64 pts                   |                          |
| 8.                       | Cees Bol                 | Team Sunweb                      | 62 pts                   |                          |
| 9.                       | Giacomo Nizzolo          | NTT Pro Cycling                  | 61 pts                   |                          |
| 10.                      | Alexey Lutsenko          | Astana                           | 56 pts                   |                          |

### Classificação da montanha(Maillot à Pois Rouges)
| Classificação da montanha | Classificação da montanha | Classificação da montanha        | Classificação da montanha | Classificação da montanha |
| Ciclista                  | Ciclista                  | Equipe                           | Pontos                    |                           |
| ------------------------- | ------------------------- | -------------------------------- | ------------------------- | ------------------------- |
| 1.                        | Benoît Cosnefroy          | AG2R La Mondiale                 | 23 pts                    |                           |
| 2.                        | Michael Gogl              | NTT Pro Cycling                  | 12 pts                    |                           |
| 3.                        | Nicolas Roche             | Team Sunweb                      | 11 pts                    |                           |
| 4.                        | Primož Roglič             | Jumbo-Visma                      | 10 pts                    |                           |
| 5.                        | Alexey Lutsenko           | Astana                           | 10 pts                    |                           |
| 6.                        | Jesús Herrada             | Cofidis                          | 9 pts                     |                           |
| 7.                        | Tadej Pogačar             | UAE Team Emirates                | 8 pts                     |                           |
| 8.                        | Greg Van Avermaet         | CCC Team                         | 7 pts                     |                           |
| 9.                        | Quentin Pacher            | B&B Hotels-Vital Concept p/b KTM | 6 pts                     |                           |
| 10.                       | Guillaume Martin          | Cofidis                          | 6 pts                     |                           |

### Classificação do melhor jovem(Maillot Blanc)
| Classificação dos jovens | Classificação dos jovens | Classificação dos jovens | Classificação dos jovens | Classificação dos jovens |
| Ciclista                 | Ciclista                 | Equipe                   | Tempo                    |                          |
| ------------------------ | ------------------------ | ------------------------ | ------------------------ | ------------------------ |
| 1.                       | Tadej Pogačar            | UAE Team Emirates        | 27h04m04s                |                          |
| 2.                       | Egan Bernal              | Ineos Grenadiers         | + 6s                     |                          |
| 3.                       | Enric Mas                | Movistar Team            | + 15s                    |                          |
| 4.                       | Sergio Higuita           | EF Pro Cycling           | + 34s                    |                          |
| 5.                       | Daniel Felipe Martínez   | EF Pro Cycling           | + 4m18s                  |                          |
| 6.                       | Harold Tejada            | Astana                   | + 15m48s                 |                          |
| 7.                       | Neilson Powless          | EF Pro Cycling           | + 22m09s                 |                          |
| 8.                       | Valentin Madouas         | Groupama-FDJ             | + 27m24s                 |                          |
| 9.                       | Marc Hirschi             | Team Sunweb              | + 27m57s                 |                          |
| 10.                      | Niklas Eg                | Trek-Segafredo           | + 30m38s                 |                          |

### Classificação por equipas(Classement par Équipe)
| Classificação por equipes | Classificação por equipes | Classificação por equipes | Classificação por equipes |
| Equipe                    | Equipe                    | Tempo                     |                           |
| ------------------------- | ------------------------- | ------------------------- | ------------------------- |
| 1.                        | EF Pro Cycling            | 81h12m37s                 |                           |
| 2.                        | Trek-Segafredo            | + 1m16s                   |                           |
| 3.                        | Jumbo-Visma               | + 1m29s                   |                           |
| 4.                        | Astana                    | + 2m16s                   |                           |
| 5.                        | Bahrain McLaren           | + 2m40s                   |                           |
| 6.                        | Movistar Team             | + 2m50s                   |                           |
| 7.                        | UAE Team Emirates         | + 4m41s                   |                           |
| 8.                        | Groupama-FDJ              | + 5m36s                   |                           |
| 9.                        | Ineos Grenadiers          | + 6m23s                   |                           |
| 10.                       | AG2R La Mondiale          | + 7m14s                   |                           |

## Abandonos
Nenhum.